# OXO OHO
OXO OHO ist ein deutsches Indietronic/Electronica-Duo aus Dresden und Berlin.

## Geschichte
Das Duo wurde 2017 gegründet. Bereits im Dezember 2017 wurden sie zur Band des Monats bei Detektor.fm gekürt. Die erste LP Real Love bei mir erschien 2020 und wurde zusammen mit dem Produzenten Konrad Jende aufgenommen. Im Juli 2020 wurde die Single Wenn's dir nicht gefällt veröffentlicht, 2021 folgten die Singles Kellerkinder, Oxytocin und Secret Agent.

## Rezeption
„Mit tanzbaren Beats, gehaltvollen Texten und fluffigen Outfits, sorgen sie für Aufsehen und überraschende Momente“, schreibt das Schall Magazin.
„feel-good beats and mischievous electro-flattering, vocals, trumpet, loops and synthesizers“ schrieb das Londoner/Berliner Onlinemagazin Inverted Audio über einen Auftritt beim Nachtdigital.
„OXO OHO, das ist eine abstrakte Kunstform, aus Stein gemeißelt und dann mit knalligen Farben bis zur Unkenntlichkeit verändert. OXO OHO, das ist der schrille Moment der Reizüberflutung in einer Realität, in der Fische fliegen und Träume tauchen.“

## Diskografie
Alben
- 2020: Real Love bei mir (LP, Oh My Music)

Singles
- 2021: Secret Agent
- 2021: Oxytocin
- 2021: Kellerkinder
- 2020: Wenn's dir nicht gefällt

## Auszeichnungen
- 2017 Band des Monats Dezember bei Detektor.fm